# Pointe du Ouest
Cap Coupé
La pointe du Ouest ou cap Coupé est un cap de France situé à Saint-Pierre-et-Miquelon.

## Géographie
La pointe du Ouest forme l'extrémité méridionale de Langlade et de Miquelon. Elle se situe juste à l'est du cap Bleu et à l'ouest de l'île Saint-Pierre.

Vue aérienne de Langlade depuis le sud-ouest avec la pointe du Ouest en bas à droite.